# Wallers
Wallers är en kommun i departementet Nord i regionen Hauts-de-France i norra Frankrike. Kommunen ligger i kantonen Valenciennes-Nord som tillhör arrondissementet Valenciennes. År 2022 hade Wallers 5 618 invånare.

## Befolkningsutveckling
Antalet invånare i kommunen Wallers
| Referens: INSEE |